# Filmåret 1948

## Årets filmer

### A - G
- Banketten
- Borsta mig på ryggen
- Cykeltjuven
- De förrymdas legion
- De tre musketörerna
- En dans med dej
- En svensk tiger
- Film utan namn
- Flickan från fjällbyn
- Fort Apache
- Främmande hamn
- Gift er flickor

### H - N
- Hamnstad
- Intill helvetets portar
- Jag är med eder...
- Jeanne d’Arc
- Kvarterets olycksfågel
- Kvinnan gör mig galen
- Lappblod
- Lars Hård
- Lilla Märta kommer tillbaka [1]
- Loffe på luffen
- Loffe som miljonär
- Musik i mörker

### O - U
- Olympiad i vitt
- Piraten
- Red River
- Ring Northside 777
- Robinson i Roslagen
- Sierra Madres skatt
- Snaran
- Soldat Bom
- Sotlugg och Linlugg
- Synd

### V - Ö
- Var sin väg
- Villervallavillan
- Ådalens poesi

## Födda
- 12 januari – Anthony Andrews, brittisk skådespelare.
- 14 januari – Carl Weathers, amerikansk skådespelare.
- 16 januari – John Carpenter, amerikansk filmregissör.
- 29 januari – Marc Singer, amerikansk skådespelare.
- 5 februari
  - Christopher Guest,amerikansk filmregissör, manusförfattare, kompositör och skådespelare.
  - Barbara Hershey, amerikansk skådespelare.
- 24 februari – Selvi J Jayalalithaa, indisk skådespelare och politiker.
- 26 februari – Örjan Ramberg, svensk skådespelare.
- 10 mars – Lilian Johansson, svensk skådespelare.
- 11 mars – Sonja Hejdeman, svensk skådespelare.
- 28 mars – Dianne Wiest, amerikansk skådespelare.
- 31 mars – Rhea Perlman, amerikansk skådespelare.
- 2 april – Peter Harryson, svensk skådespelare och TV-programledare.
- 9 april – Jaya Bachchan, indisk skådespelare.
- 21 april – Klas Möllberg, svensk artist, sångare och skådespelare.
- 10 maj – Meg Foster, amerikansk skådespelare.
- 12 maj
  - Maija-Liisa Bjurquist, finlandssvensk skådespelare.
  - Lindsay Crouse, amerikansk skådespelare.
- 27 maj – Bo Höglund, svensk skådespelare.
- 7 juni – Med Reventberg, svensk skådespelare, teaterledare och kortfilmsregissör.
- 16 juni – Bjørn Sundquist, norsk skådespelare.
- 20 juni – Anders Granström, svensk skådespelare, manusförfattare och producent.
- 28 juni – Kathy Bates, amerikansk skådespelare.
- 1 juli
  - Thomas Nystedt, svensk skådespelare.
  - Ann-Christin Santesson, svensk filmproducent, scripta och skådespelare.
- 12 juli – Ben Burtt, amerikansk ljudtekniker inom film.
- 16 juli – Rubén Blades, panamansk skådespelare och salsasångare från Panama, numera politiker och turistminister.
- 20 juli – Muse Watson, amerikansk skådespelare.
- 22 juli – Per Mattsson, svensk skådespelare.
- 30 juli – Jean Reno, fransk skådespelare.
- 11 augusti – Kenneth "Kenta" Gustafsson, svensk sångare och missbrukare som blev känd genom Dom kallar oss mods.
- 12 augusti – Kim Rhedin, svensk skådespelare.
- 4 september – Stefan Ljungqvist, svensk skådespelare och operasångare.
- 15 september
  - Lars Bill Lundholm, svensk manusförfattare.
  - Christian Zell, svensk skådespelare.
- 17 september – John Ritter, amerikansk skådespelare.
- 19 september – Jeremy Irons, brittisk skådespelare.
- 26 september – Olivia Newton-John, amerikansk sångerska och skådespelare.
- 29 september – Jon Lindström, finlandssvensk regissör och manusförfattare.
- 2 oktober – Avery Brooks, amerikansk skådespelare.
- 8 oktober – Claude Jade, fransk skådespelare.
- 17 oktober
  - Eva Gröndahl, svensk skådespelare, regissör och manusförfattare.
  - Margot Kidder, amerikansk skådespelare.
- 22 oktober – Agneta Fagerström-Olsson, svensk regissör, producent, manusförfattare och fotograf.
- 29 oktober – Kate Jackson, amerikansk skådespelare.
- 31 oktober – Michael Kitchen, brittisk skådespelare.
- 3 november – Lulu, brittisk sångerska och skådespelare.
- 6 november – Glenn Frey, amerikansk sångare, gitarrist och skådespelare.
- 9 november – Bille August, dansk filmregissör.
- 27 november – James Avery, amerikansk skådespelare.
- 6 december – JoBeth Williams, amerikansk skådespelare och regissör.
- 21 december
  - Samuel L. Jackson, amerikansk skådespelare.
  - Anneli Martini, svensk skådespelare.
- 22 december – Lynne Thigpen, amerikansk skådespelare.
- 27 december – Gérard Depardieu, fransk skådespelare.

## Avlidna
- 18 januari – Charles Magnusson, 69, svensk filmproducent, fotograf, filmbolagsdirektör, regissör och manusförfattare.
- 29 februari – Oscar Heurlin, 59, svensk skådespelare.
- 4 mars – Antonin Artaud, 51, fransk författare, skådespelare och regissör.
- 17 mars – Johan Eklöf, 72, svensk skådespelare.
- 3 april – Bror Berger, 74, svensk skådespelare, manusförfattare, regissör och producent.
- 19 april – Jullan Jonsson, 65, svensk skådespelare.
- 3 maj – Gideon Wahlberg, 57, svensk författare, teaterledare, skådespelare och kompositör.
- 5 juli – Carole Landis, 29, amerikansk skådespelare.
- 21 juli – D.W. Griffith, 73, amerikansk filmregissör.
- 24 september – Warren William, 53, amerikansk skådespelare.
- 27 september – Olga Adamsen, 86, svensk skådespelare.
- 21 november – Karin Alexandersson, 69, svensk skådespelare.
- 29 december – Torsten Flodén, 38, svensk manusförfattare, kortfilmregissör och sångtextförfattare.

### Fotnoter
1. ↑  IMDB, läst 29 februari 2012